# Varie Corporation
Varie Corporation fue una marca japonesa fundada en 1986 que hizo videojuegos para Nintendo Entertainment System, para la SuperNES y para Sega Mega Drive. Al principió no destacó mucho y la empresa solo hacía juegos de acción, a partir de 1988 hicieron juegos de carreras. (enlace roto disponible en Internet Archive; véase el historial, la primera versión y la última). Así que Varie ahora estaba especializado en juegos de carreras, aunque también creaba juegos de acción. La categoría más importante de carreras era la Fórmula 1 y Satoru Nakajima era el piloto preferido por los japoneses, por lo que en la mayoría de los videojuegos de carreras que creó Varie se le menciona a él. En 1990, Sammy obtuvo su licencia para crear un juego llamado Michael Andreiit´s World GP. A partir de 1992, Varie inició su declive, ya que los nuevos juegos de carreras no eran tan buenos como el Geoff Crammond Grand Prix 1 o el Geoff Crammond Grand Prix 2,(el mejor juego de carreras del momento) y a pesar de los éxitos que consiguió con F-1 Hero Varie estaba perdiendo dinero y ganancias, por lo que se dedicó a los juegos de acción solamente en 1995 y al no tener éxito esos juegos (como en sus inicios con los juegos de acción) entró en bancarrota a comienzos de 1997.
Su juego más destacado es el F-1 Hero para la NES, que marcaron una revolución en el mundo de la simulación (aunque ahora se considera un arcade, comparado a los simuladores actuales) ya que era más complejo que los antiguos juegos de carreras, y dieron pasos a otros juegos de simulación. Se creó una segunda parte, pero nuevos juegos como el de Ayrton Senna´s Super Monaco GP o Geoff Crammond Grand Prix 1 hicieron que Varie tuviera pocas ventas, ya que había una generación de nuevas consolas y por lo tanto, mejores juegos.

## Videojuegos
Varie creó varios juegos, aunque se ha centrado principalmente en Nintendo, Varie también ha tenido sus mejores juegos para la Sega Mega Drive. 

### Nintendo
- Grand Master (Famicom)
- * Top Rider (Famicom)
- Venus Senki (Famicom)
- * Parallel World (Famicom)
- Nakajima Satoru F-1 Hero (Famicom)
- * Nakajima Satoru F-1 Hero 2 (Famicom)
- Nakajima Satoru F-1 Hero GB World Championship '91 (Game Boy)
- * Super F1 Hero (Super Famicom)
- Nakajima Satoru F-1 Hero '94 (Super Famicom)
- * Asahi Shinbun Rensai - Katou Ichi-Ni-San Shougi - Shingiryuu (Super Famicom)
- Shin Nippon Pro Wrestling: Chou Senshi in Tokyo Dome (Super Famicom) - 1993
- * Shin Nippon Pro Wrestling '94: Battlefield in Tokyo Dome (Super Famicom)
- Shin Nippon Pro Wrestling '95: Tokyo Dome Battle 7 (Super Famicom)
- * Shin Nippon Pro Wrestling: Toukon Sanjushi (Game Boy)
- Table Game Daisyugo!! Shogi Mahjong Hanafuda (Super Famicom)
- * Nage Libre: Seijaku no Suishin (Super Famicom)
- Putty Moon (Super Famicom)
- * Undercover Cops (Super Famicom)
- Stardust Suplex (Super Famicom)
- * Yuujin: Janjyu Gakuen (Super Famicom)
- Yuujin: Janjyu Gakuen 2 (Super Famicom)

### Sega
- F1 Grand Prix: Nakajima Satoru (Mega Drive)
- * F1 Super License: Nakajima Satoru (Mega Drive)
- Ferrari Grand Prix Challenge (Mega Drive)

### Sony
- Nage Libre-Rasen no Soukoku (PlayStation)

### Portátil
- * Splatterhouse
- Dragon Spirit
- * Family Stadium
- Pac-Land
- * Galaga '91 (port de Galaga '88)

### Curiosidades
- Varie se creó en 1986 pero creó juegos en 1987
- Hizo juegos tanto para Nintendo como para SEGA, siendo estas grandes rivales.
- A pesar de que Varie desapareciera en 1997, en 1998 se lanzó un juego de Varie en Europa llamado "Colin McRae Rally", el cual era una copia del cartucho F1 Hero, que actualmente es muy usado en volantes con multijuegos de NES.
- Satoru Nakajima era el "personaje" más usado por los juegos de carreras de Varie, pero Satoru Nakajima es en realidad piloto de Fórmula 1. Se le seleccionaba a él porque era el piloto favorito de Japón, y la empresa Varie es japonesa.
- Actualmente el juego de F-1 Hero se ve como un arcade, pero durante su lanzamiento en Japón, era considerado un simulador y tenía tanta popularidad como RFactor en Europa.
- Sammy era una empresa que es conocida por su juego Michael Andretti World GP, el cual era el juego F-1 Hero adaptado al inglés y con cambios de gráficos, y con Michael Andretti como piloto estrella.